# Поп Чира и поп Спира
Поп Чира и поп Спира (серб. Pop Ćira i pop Spira, кир. Поп Ћира и поп Спира) — первый югославский цветной художественный фильм, снятый первой в Сербии женщиной-режиссёром Софьей (Соей) Йованович в 1957 году по мотивам одноименной повести Стевана Сремаца (1855—1906).

## Сюжет
Действие фильма происходит в живописном и спокойном селе в Воеводине, где царит мир, взаимопонимание и дружба. Показан быт и нравы жителей: сельской элиты, попов, попадьих, их дочек, женихов, местной сплетницы Габриэллы и других.
Раскол происходит после того, как молодой учитель Петар Пе́трович, отказывается жениться на дочери одного из попов. Поп Чира и поп Спира затевают драку, в которой один выбил другому зуб, а когда в суде пострадавший хотел показать выбитый зуб в качестве улики, оказалось, что его зуб украден и подменён лошадиным. Ссора перерастает в войну поповских семей…

## В ролях
- Невенка Микулич — попадья Спира
- Йован Гец — поп Спира
- Милан Айваз — поп Чира
- Любинка Бобич — попадья Чира
- Рената Улмански — Юлия, дочь попа Спира
- Властимир-Дьюза Стоилькович — Берберин
- Дубравка Перич — Мелания, дочь попа Чира
- Слободан Перович — учитель Петар Петрович
- Любиша Йованович — поп Олуя
- Северин Биелич
- Дара Чаленич

## Награды
- В 1957 фильм «Поп Чира и поп Спира» был награждён премией «Золотая арена» международного фестиваля игрового кино в г. Пула .
- Тогда же актриса Любинка Бобич была награждена за исполнение лучшей женской роли в фильме «Поп Чира и поп Спира».